# Bujwidy (rejon wileński)
Bujwidy (lit. Buivydai) − wieś na Litwie, w rejonie wileńskim, 1 km na wschód od Duksztów, zamieszkana przez 42 ludzi. 
Przed II wojną światową w Polsce, w powiecie wileńsko-trockim województwa wileńskiego.